# Daniel 7

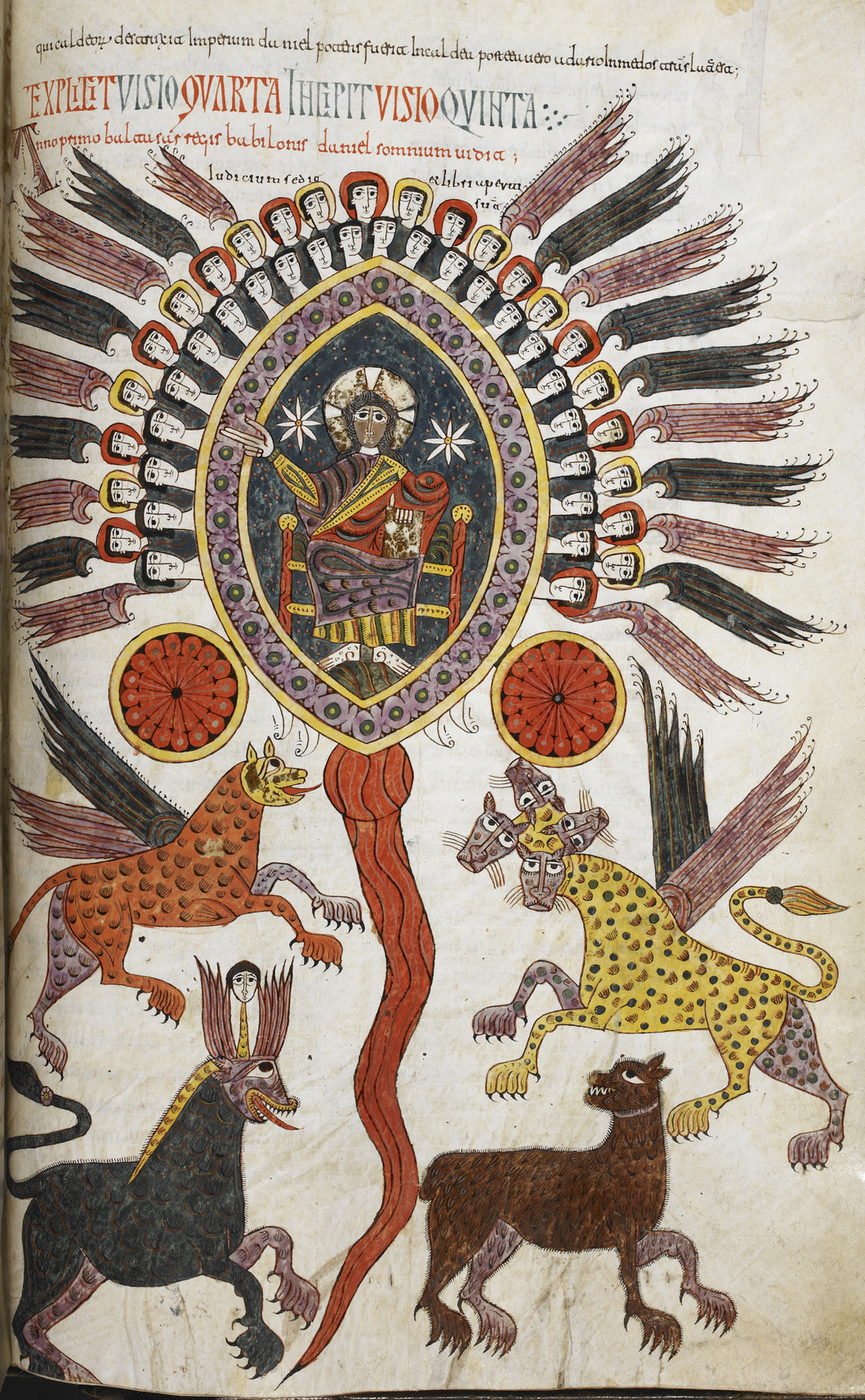
Vision des quatre bêtes par Daniel, enluminure du Beatus de Silos (XIIe siècle).

La Vision des quatre bêtes, aussi appelée des Quatre royaumes ou Daniel 7, est un récit allégorique contenu au chapitre 7 du Livre de Daniel qui a donné lieu à de multiples interprétations chez les chrétiens.

## Contexte historique
Le roi de Babylone, Nabuchodonosor, a soumis Israël. Daniel faisait partie des jeunes Hébreux emmenés en captivité à Babylone. En raison de la très bonne éducation qu'il avait eue en Israël, il est choisi avec quelques autres pour suivre un entrainement de trois ans au terme duquel il ferait partie du personnel de la maison royale. C'était une période sombre pour les Israéliens, qui voyaient la captivité comme une punition que Dieu leur envoyait pour avoir oublié ses commandements, ainsi qu'il les en avait avertis.
Daniel avait été renommé Beltshatsar, nom qui renvoie à une divinité chaldéenne. Durant la première année du règne de Balthazar, roi de Babylone, Daniel fait un rêve qui le trouble. Il décrit la vision et l'interprétation donnée par celui qui lui parlait dans le rêve.

## La vision

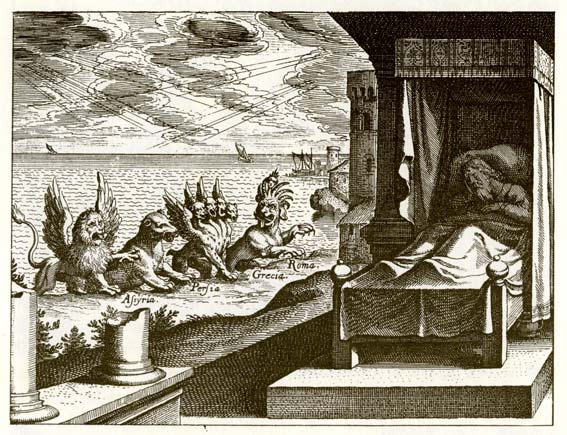
Gravure de Matthäus Merian sur la Vision des quatre bêtes par le prophète Daniel (1630).

Daniel voit quatre vents du ciel soulevant une grande mer. Quatre bêtes énormes sortent de la mer, toutes différentes entre elles : (1) un lion avec des ailes ; (2) un ours avec trois côtes dans sa gueule ; (3) un léopard avec quatre têtes et quatre ailes ; (4) une quatrième bête, terrible, effrayante et extrêmement forte, avec des dents de fer énormes, qui mange, broie, et foule aux pieds tout ce qui restait. Elle est différente des trois premières bêtes et porte dix cornes. Ensuite, un Ancien s'installe sur un trône, des livres sont ouverts et il prononce des jugements en faveur des saints, en conséquence de quoi la quatrième bête est détruite. Le Fils de l'Homme reçoit empire, honneur et royaume, et tous les peuples, nations et langues le servent. Son empire est un empire éternel qui ne passera point, et son royaume ne sera point détruit. Voir le texte intégral dans Livre de Daniel, chapitre 7, versets 1 à 27.
Comme Daniel demande une interprétation, un personnage du rêve lui explique que les quatre bêtes représentent quatre royaumes qui domineront la terre. La quatrième bête et les cornes intriguent Daniel. L'interprétation à propos de la quatrième bête lui est donnée par la suite.

## Interprétations

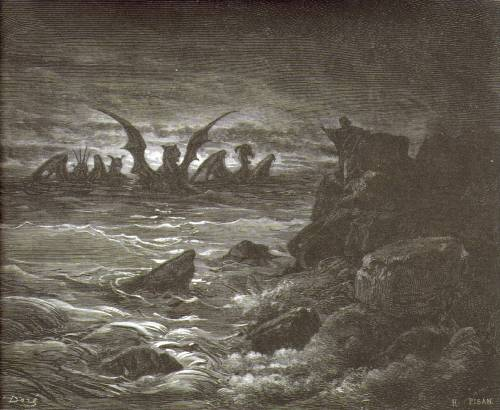
La Vision de Daniel, gravure de Gustave Doré (1866).

À partir de la Réforme protestante au XVIe siècle, on trouve de fréquentes références aux « quatre monarchies » et celles-ci ont fait l'objet de multiples interprétations.
En effet, contrairement à Daniel chapitre 2 où la tête d’or est identifiée à Nebucadnetsar et Babylone, aucune des bêtes n’est clairement identifiée dans cette vision. Toutefois, la plupart des exégètes pensent que les quatre bêtes correspondent respectivement à l’Empire babylonien, aux Mèdes, à l’Empire perse et à l’empire d’Alexandre.
Jean Calvin a consacré de nombreuses leçons à élucider les prophéties du Livre de Daniel lors de séances publiques tenues à Genève en 1560-1561. Les interprétant comme d'authentiques prophéties envoyées par Dieu, il cherche à les faire coïncider avec les événements historiques. Il commence par établir l'autorité de Daniel, en montrant que ce dernier a prédit des événements qui sont arrivés bien plus tard, notamment l'empire d'Alexandre : « Longtemps avant qu'Alexandre fust né, Daniel prédit ce qu'il devait faire. Davantage, il montre que son royaume ne sera pas de longue durée, pour ce qu'il est incontinent divisé en quatre cornes. » « Le prophète compare aux quatre grandes bêtes et cruelles les empires. »
La première bête, selon Calvin, désigne l'empire des Chaldéens, empire qui était alors conjoint avec celui des Assyriens : le verset « ses ailes furent arrachées, et elle fut enlevée de terre, et dressée sur ses pieds, comme un homme, et où un cœur d’homme lui fut donné » signifie que ce royaume disparaît.
La deuxième bête est un ours, animal alors considéré comme cruel, bête « vilaine, lourde et qui ne sert de rien » et qui désigne par conséquent les Perses et les Mèdes, dont la puissance atteint son apogée sous Cyrus.
Quant à la troisième bête « et voici une autre bête semblable a un léopard ; elle avait sur son dos quatre ailes d’oiseau, et la bête avait quatre têtes ; et la domination lui fut donnée », il s'agit sans aucun doute du royaume de Macédoine et d'Alexandre le Grand, dont l'empire après sa mort fut réparti en quatre parties, correspondant aux quatre têtes de la bête : « Seleucus eut l'Asie majeure, & Antigonus la mineure, mais Cassander auquel Antipater succéda fut roi de Macédoine et Ptolémée fils de Lagus domina en Égypte. »
La quatrième bête est plus problématique : « une quatrième bête, terrible, effrayante et extraordinairement forte ; elle avait de grandes dents de fer ; elle dévorait et brisait, et le reste elle le foulait aux pieds » (verset 7). Tous s'accordent pour y voir l'Empire romain, dont « les dents de fer » dénotent « une cupidité insatiable  ».
Mais la suite de la vision devient plus difficile à interpréter : « elle était différente de toutes les bêtes qui l’avaient précédée, et elle avait dix cornes ». Pour Calvin, il ne faut pas prendre le chiffre dix littéralement : « le prophète signifie que cet empire ne devait point être à un seul homme, mais à plusieurs. » En revanche, pour la majorité des exégètes de l'époque de la Réforme, les dix cornes représentaient les rois depuis Alexandre jusqu’au royaume séleucide qui régna sur la Judée,, dans l'ordre suivant : (1) Alexandre le Grand, (2) Séleucos Ier, (3) Antiochos Ier, (4) Antiochos II, (5) Séleucos II, (6) Séleucos III, (7) Antiochos III, (8) Séleucos IV (assassiné par le suivant), (9) Heliodore, (10) Démétrios Ier Sôter, fils de Séleucos IV promis au trône mais n'ayant jamais régné, ou bien Antiochus, autre fils de Séleucos IV, assassiné enfant par son oncle Antiochus IV Épiphane (frère de Seleucos IV) qui s'était auto-proclamé régent du petit Antiochus.
« Je considérais les cornes, et voici qu’une autre corne, petite, s’éleva au milieu d’elles ». Cet élément était très controversé à l'époque de Calvin, les uns voyant dans cette petite corne le Pape, tandis que d'autres y voyaient les Turcs. Selon Calvin, ces deux interprétations sont erronées et la petite corne serait Jules César. En effet, la corne est dite petite parce que « César n'usurpa point le titre de roi ».
« et trois des premières cornes furent arrachées par elle » : pour Calvin, il s'agit de l'ascension d'Auguste et de la transformation de la République romaine en empire. Mais pour d'autres exégètes, il s'agirait d'Antiochos IV Épiphane qui obtint le trône par intrigue. Daniel 7,25 ferait donc référence aux persécutions d'Antiochos IV et à sa tentative d'éradication du judaïsme. Les interprétations sont donc très différentes selon l'optique de lecture.
Jean Bodin, qui vivait à la même époque que Calvin, s'est intéressé à cette prophétie dans son livre Methodus ad facilem historiarum cognitionem (1566) et il consacre une longue section à la « quantité infinie d'interprétations » que le Livre de Daniel a suscités. Humaniste et historien, il avait lu les interprétations de ses contemporains, comme celle de Melanchton, mais aussi les exégèses hébraïques, telle celle de Josippon. Il met en garde les lecteurs car « les mots de Daniel, obscurs et ambigus, peuvent être tournés dans différents sens ».